# كارينا كارلسون
كارينا كارلسون (بالسويدية: Carina Karlsson)‏ هي لاعب كرة مضرب سويدية، ولدت في 11 سبتمبر 1963.

## وصلات خارجية
- كارينا كارلسون على موقع رابطة محترفات التنس (الإنجليزية)
- كارينا كارلسون على موقع الاتحاد الدولي لكرة المضرب (الإنجليزية)
- كارينا كارلسون على موقع كأس بيلي جين كينغ (الإنجليزية)
- كارينا كارلسون على موقع خلاصة التنس.كوم (الإنجليزية)